# Luzsicza Lajos
Luzsicza Lajos (Érsekújvár, 1920. február 13. – Budapest, 2005. november 30.) magyar festőművész, grafikus, művészeti író, emlékiratíró. Stiller-Luzsicza Ágnes festőművész édesapja, Baksa-Soós Attila író, költő, zenész anyai nagyapja.

## Élete
1940-1947 között a Magyar Képzőművészeti Főiskolán tanult, ahol mesterei voltak Aba-Novák Vilmos, Kontuly Béla és Kmetty János is. 1947-1950 között Tatabányán volt rajztanár, és megalakította a Tatabányai Képzőművészeti Szabadiskolát.
Az 1950-es években a Művelődési Minisztérium képzőművészeti osztályán dolgozott, majd a Budapesti Pedagógiai Főiskolán tanított. Több éven át a Műcsarnok vezetője volt. Húsz éven keresztül a Magyar Képzőművészek és Iparművészek Szövetségének területi (vidéki) titkára volt. 1960-tól önálló alkotói munkásságot folytat. 1994-ben alapítója és szervezője volt a dunaszerdahelyi Kortárs Magyar Galériának. Kezdeményezője a békéscsabai Szlovák Galéria megalakításának. A Magyar Festők Társaságának tagja. Tanulmányutak: Szlovákia mellett, amelyet évenként fölkeres, Nyugat- és Kelet-Közép-Európa országai.
Első mestere hatására a monumentális kompozíciók foglalkoztatták, majd egyre inkább a részletek fontosságának, a téma és megfogalmazás harmóniájának, az élmény erejének, a mű érzelmi telítettségének, az erőteljes formaképzésnek, a sajátos színösszhangnak tulajdonított döntő szerepet. Témavilága gyakorta a hegyvidéki táj: a Magas- és Alacsony-Tátra, a Rajna-vidék, a svájci és olasz hegyi táj s a Dunántúl dombjai. Szívesen foglalkozott portréval is. Ismertek grafikái, rajzai, kedvelt technikája a rézkarc és a gouache is.
Művei főként közgyűjteményekben találhatóak, például az esztergomi Balassa Bálint Múzeumban, a szolnoki Damjanich János Múzeumban, a debreceni Déri Múzeumban, az érsekújvári Galéria umenia Ernesta Zmetákaban, a budapesti MNG-ben és a Pozsonyi Városi Galériában.

## Kötetei
- Ifjúságom, Érsekújvár!; Magvető, Bp., 1989
- Ifjúságom, Érsekújvár!; 2. bőv. kiad.; Szenci Molnár Társaság, Bp., 1991
- Hétköznapok. Képzőművészeti életünk sorsdöntő évei, 1945-1960; Közlekedési Dokumentációs Rt.–Szenci Molnár Társaság, Bp., 1994
- Luzsica Lajos. Rajzok. Művészeti Galéria Érsekújvár 1995. október–november. Výstava kresieb – Galéria umenie Nové Zámky 1995, október–november; szöveg Fábián Gyula, Magda Klobučníková, Niklas Stiller; Galéria umenia, Nové Zámky, 1995

## Egyéni kiállítások
- 1956 Csehszlovák Kultúra Háza
- 1958 Kulturális Kapcsolatok Intézete Kiállítóterem, Budapest
- 1959 Szlovák Képzőművészeti Szövetség Galériája, Pozsony
- 1960 GPMB, Liptószentmiklós
- 1961 Városi Művelődési Ház, Várpalota • Csehszlovák Kultúra Háza
- 1963 Csók István Galéria, Budapest
- 1964 Neuburger Galerie, Duisburg
- 1968 Ray Galerie Biel (CH)
- 1968 Művelődési Ház, Érsekújvár
- 1970 Stadthalle, Neustadt an der Weinstrasse (D)
- 1972 Stadthalle, Deedesheim (D)
- 1972 Kisfaludi Strobl Terem, Zalaegerszeg
- 1974 Népház, Tatabánya - Városháza, Tata - Alten Rathaus Galerie, Erkelenz (D)
- 1975 Munkácsy Mihály Múzeum, Békéscsaba
- 1977 Dési-Huber Terem, Veszprém • Ifjúsági Művelődési Ház, Várpalota
- 1978 Csehszlovák Kultúra Háza • Művelődési Ház, Tapolca • Járási Múzeum, Érsekújvár
- 1979 Művelődési Ház, Oroszlány
- 1980 Képcsarnok Galéria, Győr
- 1981 Esterházy-kastély Galéria, Pápa
- 1982 Képcsarnok, Sopron
- 1982 EFMK Galéria, Kecskemét
- 1984 Postás Művelődési Központ
- 1985 GU, Érsekújvár
- 1987 Városi Galéria, Hajdúböszörmény
- 1988 Városi Galéria, Zirc
- 1990 GU, Érsekújvár
- 1993 CSM, Dunaszerdahely
- 1994 Honismereti Múzeum [Ernest Zmetákkal], Érsekújvár
- 1995 GU, Érsekújvár
- 1997 Várpalota - Iskolai Galéria, Tatabánya.
- egyéb válogatott csoportos kiállítások Moszkvában, Antwerpenben, Budapesten, Prágában

## Elismerései

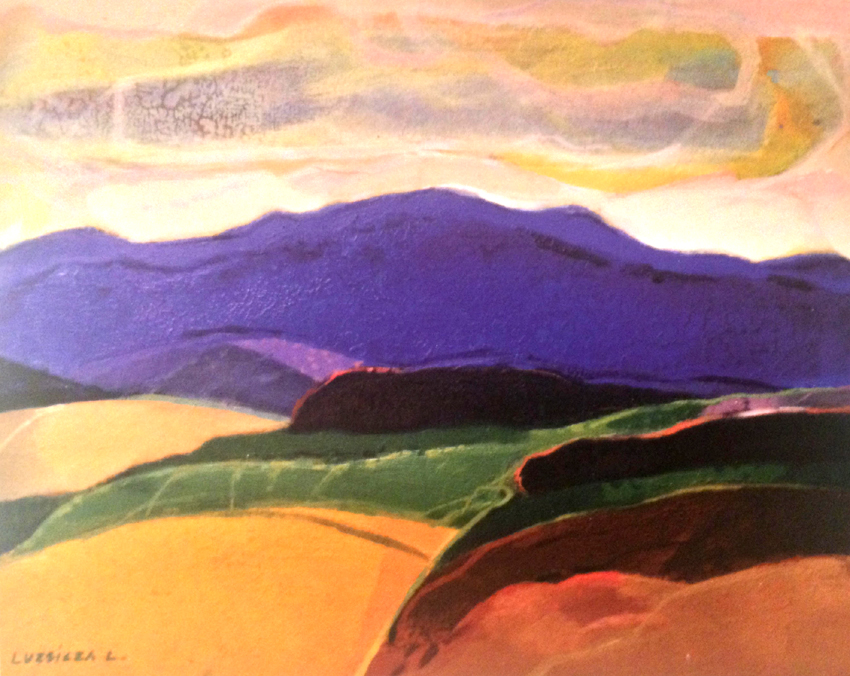
Börzsönyben című, magántulajdonban lévő festménye (1986, Plextol, farost, 50x60cm)

- 1950: A Magyar Népköztársaság Érdemérem arany fokozata a képzőművészeti nevelésben elért eredményeiért
- 1964: Szakszervezetek Országos Tanácsa képzőművészeti díj
- 1971: Munkácsy-díj[1]
- 1978: Munka Érdemrend arany fokozata
- 1981: Érdemes művész
- 1996: Érsekújvár díszpolgára
- 1997: A Magyar Köztársasági Érdemrend kiskeresztje